# Volkov Commander
Der Volkov Commander (VC) ist ein Klon des MS-DOS-Programms Norton Commander und in seinem Look and Feel dem Original sehr ähnlich. Als Dateimanager in Zwei-Fenster-Technik erlaubt er das komfortable Kopieren, Löschen, Umbenennen, Betrachten, Editieren oder Suchen von Dateien und Verzeichnissen unter MS-DOS und unter sämtlichen Windows-Versionen. Unter Windows werden auch lange Dateinamen unterstützt. Wie beim Original ist das Einbinden eines eigenen Menüs, welches obendrein kontextbezogen arbeitet, möglich.
Geschrieben wurde das Programm 1992 von Wsewolod Wladislawowitsch Wolkow (ukrainisch Все́волод Владисла́вович Во́лков, * 29. März 1971), einem ukrainischen Programmierer, der zu dieser Zeit Elektronik studierte und noch keinen eigenen Computer besaß.
Das Shareware-Programm gehört zu den wenigen erfolgreichen Dateimanagern, die komplett in Assemblersprache geschrieben wurden. Aufgrund dessen ist er unter MS-DOS schneller als vergleichbare Produkte und mit effektiven 63 kB (Version 4.05) ungeschlagen klein. Nicht zuletzt deshalb gehört der VC, trotz seiner relativ spartanischen Ausstattung, zur Grundausstattung vieler Rettungsdisketten.
Die letzte und somit aktuelle Version 4.99.08 Alpha stammt aus dem Jahre 2000. Sie kann im Gegensatz zur letzten Final Version 4.05 mit langen Dateinamen jenseits der 8.3-Notation umgehen und ist somit auch unter den aktuellen Microsoft-Betriebssystemen sinnvoll einsetzbar.
Die von vielen Anwendern erhoffte finale Version 5.0 lässt weiterhin auf sich warten.